# Elise Mertens
Elise Mertens (Lovanio, 17 novembre 1995) è una tennista belga.
In singolare, ha vinto 9 tornei WTA, tra cui i WTA 500 di Doha nel 2019 e Gippsland Trophy nel 2021. Inoltre, vanta una semifinale Slam raggiunta agli Australian Open 2018. Sempre nello stesso anno, a fine novembre, si spinge fino alla dodicesima posizione del ranking, suo miglior piazzamento.
Ottima doppista, ha vinto 21 titoli in tale specialità (più un altro titolo a livello WTA 125). I più importanti tra questi sono lo US Open 2019 e l'Australian Open 2021, vinti in coppia con Aryna Sabalenka e Wimbledon 2021, vinto con Hsieh Su-wei. Con Sabalenka, nel 2019, ha trionfato anche a Indian Wells e Miami: sono stata la quarta coppia femminile in assoluto ad aggiudicarsi il cosiddetto Sunshine Double nell'Era Open. In tale disciplina è diventata numero 1 mondiale il 10 maggio 2021. Nel 2022 si è aggiudicata le WTA Finals in coppia con Veronika Kudermetova.

## Biografia
Elise Mertens è nata a Lovanio, seconda figlia di Liliane Barbe, insegnante, e di Guido Mertens, fabbricante di arredi per chiese. Non è mai andata a scuola, avendo optato per l'istruzione domiciliare. Ha impugnato la prima racchetta a 4 anni, su consiglio della sorella maggiore Lauren, che è poi diventata pilota di linea per la KLM.
Non ha alcun legame di parentela col calciatore belga Dries Mertens.

## Carriera

### Juniores
Elise ha vinto 11 titoli nel singolare e 14 titoli nel doppio nel circuito ITF in carriera. La sua migliore posizione nel ranking juniores in singolare è stata la numero 7.

### 2015-2016: primo titolo WTA in doppio

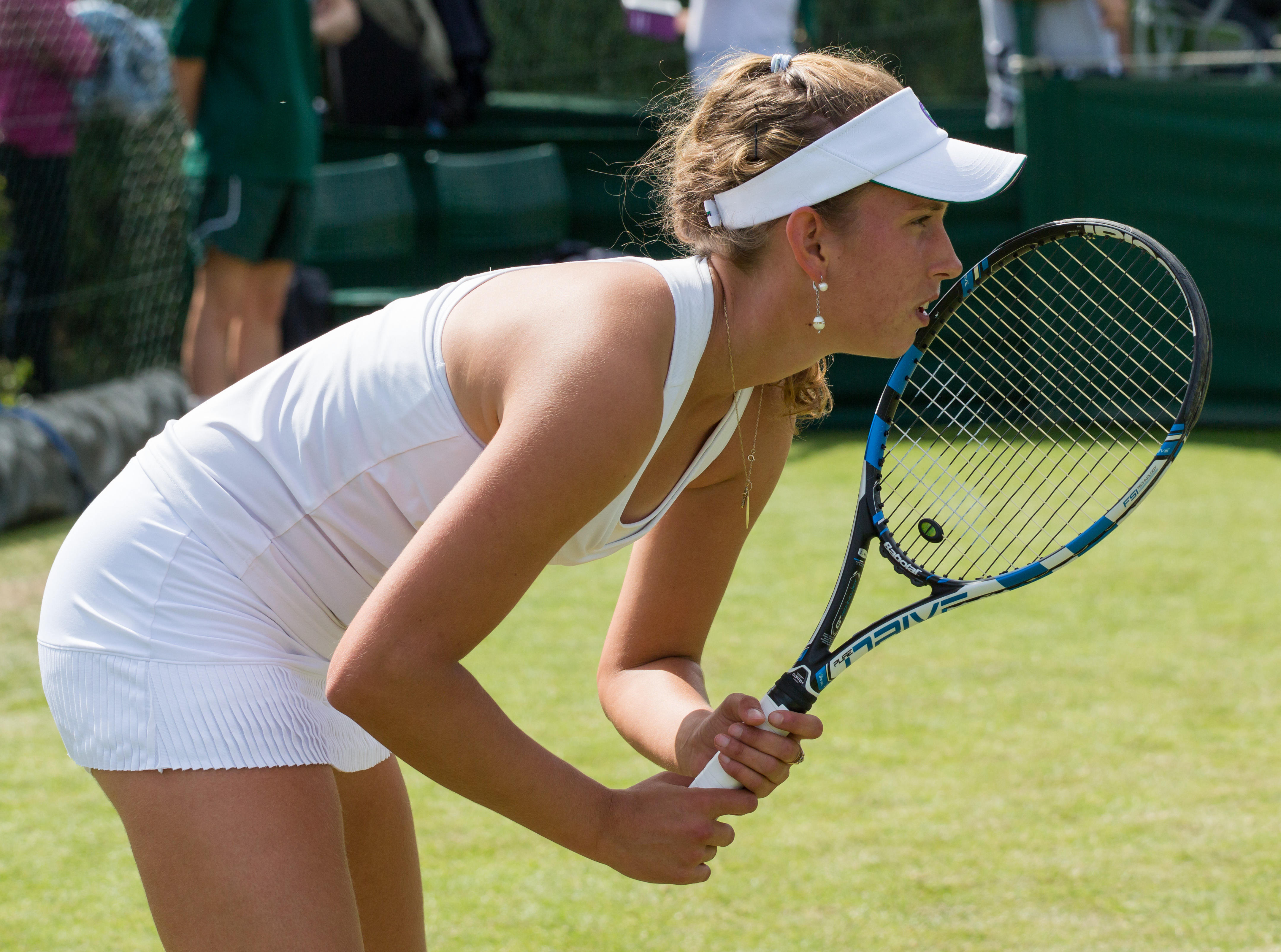
Elise nelle qualificazioni di Wimbledon 2015

Ha fatto il suo debutto nel tabellone di un torneo Wta alla Copa Colsanitas 2015 nel doppio, in coppia con Nastja Kolar. Nel novembre dello stesso anno raggiunge la finale del WTA 125k Series di Taipei in coppia con la russa Mel'nikova.
Nel 2016 conquista, sempre in doppio, il primo titolo in carriera del circuito maggiore WTA: ad Auckland, in coppia con la connazionale An-Sophie Mestach batte infatti in finale la coppia Kovinić - Strýcová. Debutta anche nei tornei Slam: a Wimbledon, superate le qualificazioni, è iscritta per la prima volta nel doppio insieme a An-Sophie Mestach e cogliendo anche un successo al primo turno contro le americane Falconi e Gibbs; in seguito, sempre passando dalle qualificazioni, partecipa in singolare agli Us Open, perdendo al debutto nel tabellone principale contro la testa di serie numero tre del torneo, la spagnola Muguruza, alla quale riesce a strappare il primo set per 6-2 prima di cedere 0-6, 3-6.

### 2017: un torneo WTA in singolare e due in doppio, terzo turno a Wimbledon in doppio

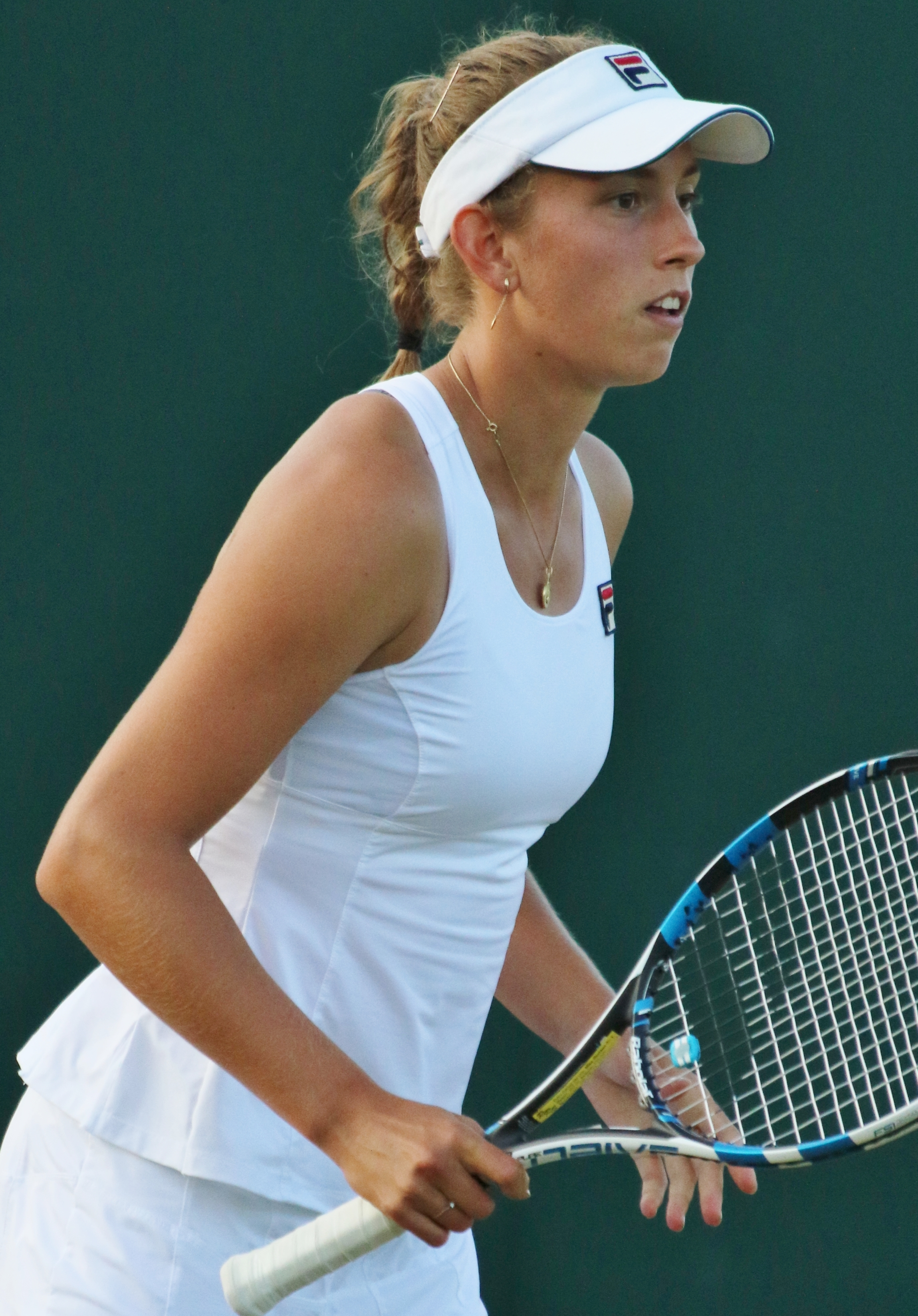
Elise a Wimbledon 2017

Il 14 gennaio 2017 vince il suo primo titolo WTA in singolare all'Hobart International dopo essere passata dalle qualificazioni e superando in finale Monica Niculescu col punteggio di 6-3, 6-1. Di rilievo i quarti di finale raggiunti nella prima edizione del torneo di Biel, dove è stata eliminata in tre set dalla Kontaveit.
Ad aprile ha raggiunto la seconda finale in carriera nel WTA International di Istanbul, dove, però, è stata battuta dall'ucraina Elina Svitolina, con lo score di 2-6 4-6; nello stesso torneo ha raggiunto la finale anche in doppio in coppia con la statunitense Nicole Melichar ma anche in questo caso non è riuscita a conquistare il titolo: la coppia è infatti stata sconfitta da Jakupović - Kičenok.
Al Roland Garros conquista le prime vittorie in uno Slam: al primo turno elimina la testa di serie numero 24 Gavrilova, mentre al secondo turno ha la meglio sulla qualificata Hogenkamp per 6-3, 6-4. Viene poi battuta con un netto 6-3, 6-1 al terzo turno da Venus Williams. L'esperta campionessa americana, poi finalista, la estromette anche al primo turno di Wimbledon dove però Elise, in coppia con Demi Schuurs, si spinge per la prima volta fino al terzo turno nel torneo di doppio.
Sempre con l'olandese torna di nuovo a disputare una finale di doppio a Bucarest perdendo però con le atlete di casa Begu-Olaru che si impongono con un doppio 6-3. Sulla terra battuta di Bastad batte al secondo turno la testa di serie numero 5 Suárez Navarro in un combattuto match chiuso 7-5 al terzo set; battuta poi la Krunić, perde in semifinale contro la numero uno del torneo (e sette del mondo) Wozkiacki per 5-7, 6-4, 2-6. Raggiunge la semifinale anche a New Haven dove, superate le semifinali, batte in sequenza Bertens e Kasatkina, gode del forfait della Zhang prima di perdere con la numero due del tabellone Cibulková per 1-6, 3-6; anche in doppio si spinge fino al penultimo turno in coppia con Kristýna Plíšková.
Nei tornei asiatici raggiunge ancora risultati significativi: se a Tokyo raggiunge i quarti in singolare (perdendo contro la McHale) e la semifinale in doppio (con la turca Soylu), la settimana successiva a Guangzhou si aggiudica il trofeo di doppio insieme a Demi Schuurs, battendo in finale le australiane Adamczak e Sanders.

### 2018: due titoli WTA, semifinale a Melbourne e best ranking in singolare; due titoli WTA in doppio

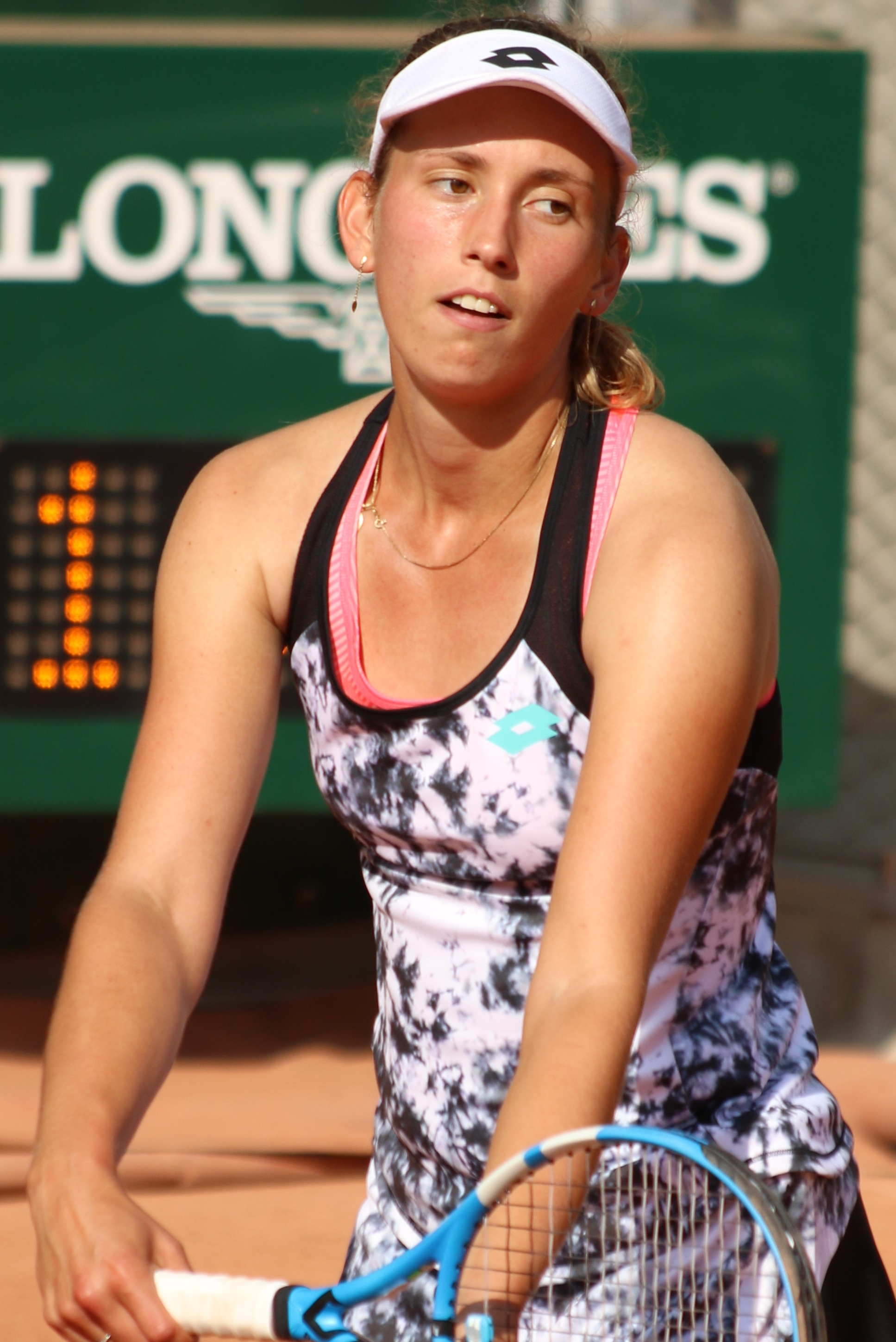
Elise nell'Open di Francia 2018

La belga inizia la nuova stagione nel migliore dei modi. A Hobart è seconda testa di serie e non delude le aspettative: sconfigge in finale Mihaela Buzărnescu per 6-1 4-6 6-3, vincendo così il suo secondo torneo WTA. Prima dell'atto finale batte in ordine: Kurumi Nara per 6-0 6-4; Beatriz Haddad Maia per 6-4 6-4; Monica Niculescu, la quale si ritira senza scendere in campo; e Heather Watson per 6-4 1-6 6-2. In doppio, come in singolare, vince il torneo, suo quarto in carriera, in coppia con Demi Schuurs. Sconfiggono in ordine: Linette/Barthel per 6-2 6-4; Friedsam/Van Uytvanck per 6(4)–7 6-2 10-8; Sabalenka/Kudermetova per 6-0 5-7 10-7; Kičenok/Ninomiya, teste di serie n°4, per 6-2 6-2. Agli Australian Open continua la serie di match vinti. Qui supera senza molti problemi: Viktória Kužmová (6-2 6-1); Dar'ja Gavrilova, testa di serie n° 23, (7-5 6-3); Alizé Cornet (7-5 6-4); Petra Martić (7–6(5) 7-5); Elina Svitolina, testa di serie n° 4, (6-4 6-0); per poi perdere contro la n° 2 del mondo e futura campionessa, Caroline Wozniacki, per 3-6 6(2)–7. In doppio, sempre in coppia con la Schuurs, esce di scena al secondo turno contro la coppia Dellacqua/Barty per 3-6 5-7.
Al Qatar Total Open è testa di serie n° 15. Dopo aver sconfitto Tímea Babos per 2-6 6-1 6-1, viene sconfitta al secondo turno da Sorana Cîrstea per 5-7 4-6. In doppio, ancora in coppia con l'olandese Schuurs, viene eliminata al terzo turno per 1-6 6-4 13-15 dalla coppia Krejčíková/Siniaková. A Dubai viene eliminata a sorpresa al primo turno da Catherine Bellis con un doppio 3-6.
Al BNP Paribas Open è testa di serie n° 22, ma anche qui viene estromessa a sorpresa al primo turno da Wang Qiang per 6-4 3-6 3-6. In doppio con la Schuurs, si spinge fino al terzo turno dove perde al terzo set per 7-10 dalla coppia Arruabarrena Vecino/Parra Santonja. A Miami non fa meglio venendo eliminata con facilità dall'11º testa di serie, Johanna Konta, per 2-6 1-6. In doppio insieme a Demi Schuurs arriva fino alla semifinale, dove sono costrette ad arrendersi nuovamente alla coppia formata da Siniaková/Krejčíková (6-3 3-6 9-11).
Si presenta a Lugano come testa di serie n° 2. Supera in ordine: Mandy Minella per 6-4 6-1; Markéta Vondroušová per 6-2 5-7 7-5; Mona Barthel per 6-1 5-7 7–6(0); Vera Lapko per 6-1 4-6 6-4. Dopo aver disputato i quarti di finale e la semifinale nello stesso giorno, sconfigge in finale Aryna Sabalenka per 7-5 6-2. Grazie a quest'ultima vittoria ottiene il suo terzo torneo WTA in carriera. In doppio, in coppia con Kirsten Flipkens, vince il suo quinto torneo in doppio battendo in finale Sabalenka/Lapko per 6-1 6-3. In singolare migliora il suo best ranking di tre posizioni entrando a far parte delle top 20, precisamente al 17º posto. Mentre nel doppio migliora il best ranking di due posizioni, salendo fino alla posizione n° 30.

### 2019: primo titolo Premier e quarti di finale a New York in singolare; Sunshine Double, vittoria agli US Open e Top 3 in doppio

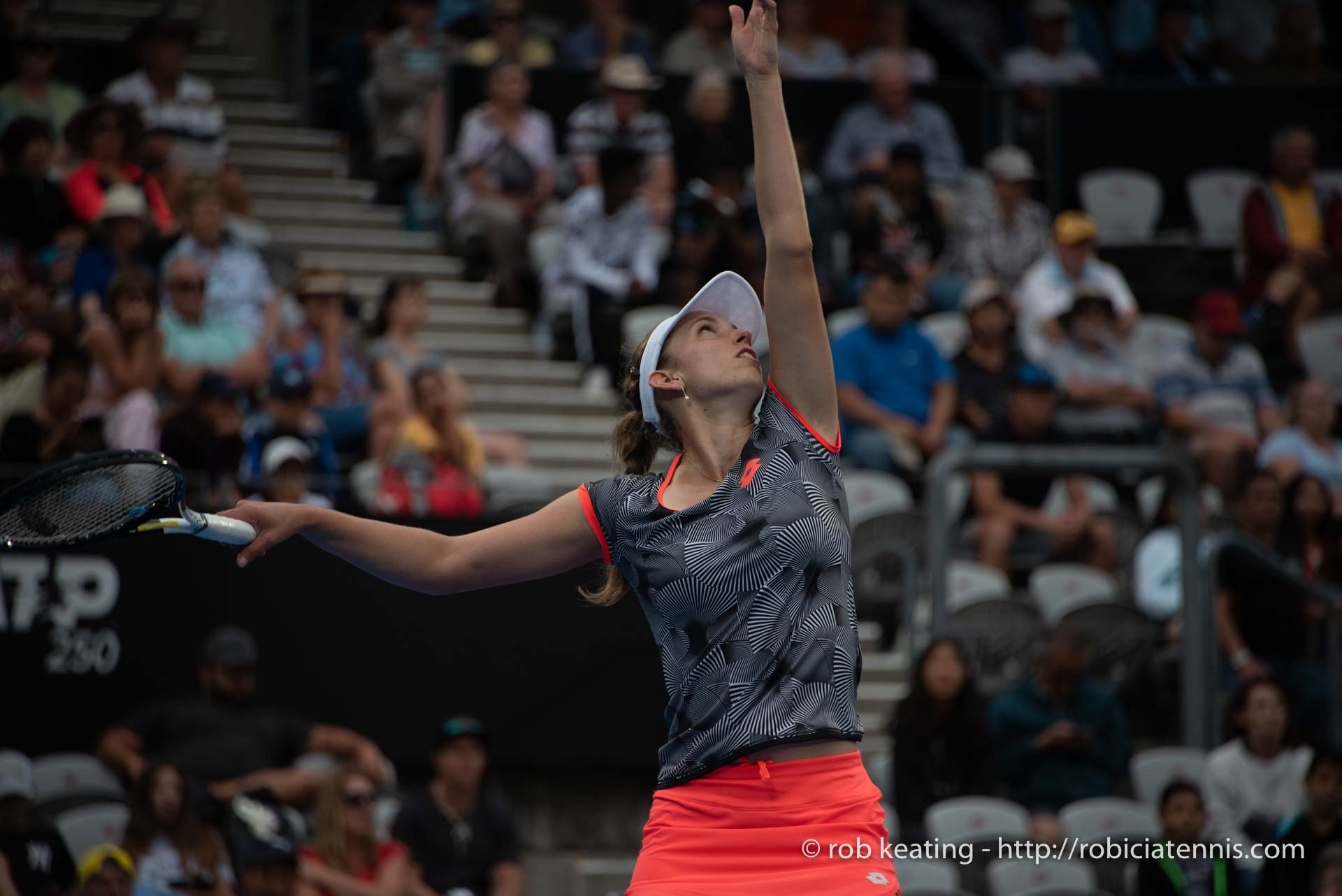
Elise a Sydney nel 2019

Apre l'anno con una sconfitta all'esordio a Brisbane per mano di Kiki Bertens. Tuttavia, in seguito alle vittorie su Kateřina Siniaková ed Anett Kontaveit, raggiunge i quarti di finale a Sydney dove viene fermata con un periodico 6-3 da Ashleigh Barty. Si presenta agli Australian Open, dove esce di scena al terzo turno sconfitta da Madison Keys, non riuscendo così a difendere la semifinale dell'anno precedente. In doppio inizia, invece, il sodalizio con Aryna Sabalenka che si rivelerà essere uno dei migliori della stagione nel circuito WTA. La coppia esordisce con una vittoria sulle quindicesime teste di serie Bethanie Mattek-Sands e Demi Schuurs per 6-2 3-6 6-3 e si sbarazza di Sabrina Santamaria e Veronika Kudermetova; verranno poi rimontate dalle ceche Kateřina Siniaková e Barbora Krejčíková. Successivamente, prende parte al torneo Premier di Doha, giungendo fino alla finale ai danni di Kateřina Siniaková, Kristýna Plíšková, Kiki Bertens ed Angelique Kerber. Nell'ultimo atto affronta la favorita Simona Halep, contro la quale vince con il punteggio di 3-6 6-4 6-3: si tratta del trofeo più importante della sua carriera in singolare. Reduce di una settimana ottima, esce di scena all'esordio a Dubai, rimontata da Zhu Lin.
Vola negli Stati Uniti per i tornei Premier Mandatory di Indian Wells e Miami. In singolare, raggiunge due secondi turni (eliminata da Wang Qiang e Markéta Vondroušová). In coppia con Sabalenka, invece, si aggiudica entrambi i tornei superando rispettivamente le ceche Kateřina Siniaková/Barbora Krejčíková e Samantha Stosur/Zhang Shuai, ottenendo così il Sunshine Double. Tale successo è stato raggiunto solamente da quattro coppie nel doppio femminile. Disputa il Charleston Open, dove dopo aver inflitto un bagel a Kaia Kanepi, questa rivendica il 6-0 e si aggiudica il match per 7-5 al terzo. Segue un'altra sconfitta al primo turno contro Dar'ja Kasatkina a Stoccarda. Nel torneo di Rabat, invece, estromette con facilità Kirsten Flipkens ed Ivana Jorović, per poi cedere alla futura campionessa Maria Sakkarī. 

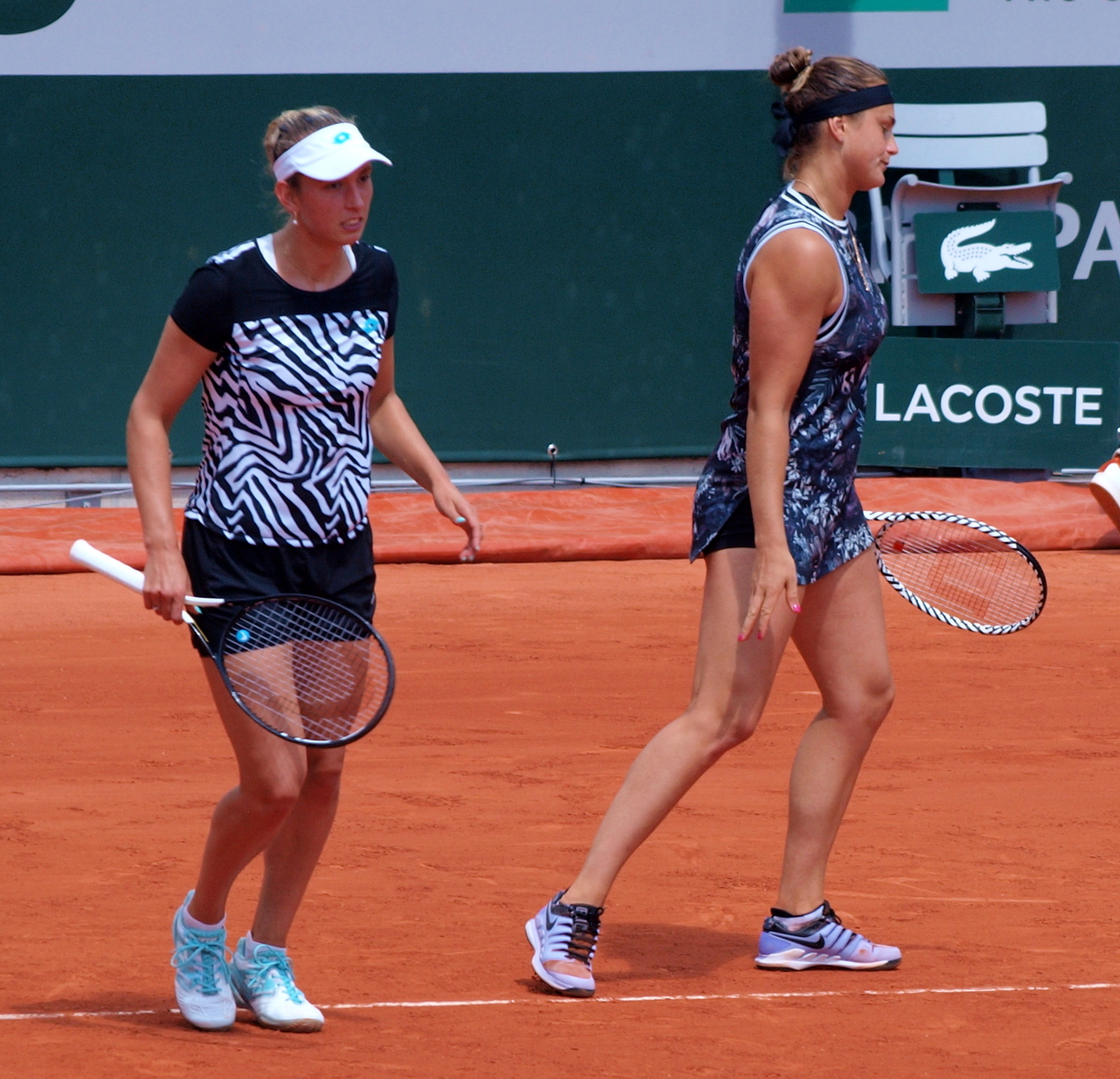
Elise insieme ad Aryna Sabalenka (a destra) all'Open di Francia 2019

Tornata in Europa, viene sconfitta a sorpresa da Anna Karolína Schmiedlová a Madrid e a Roma da Venus Williams al primo turno. Agli Open di Francia supera in tre sets Tamara Zidanšek e annichilisce la giocatrice di casa Diane Parry, mentre perde il braccio di ferro per 9-11 al terzo contro Anastasija Sevastova. In doppio, tuttavia, si spinge fino alla semifinale con Aryna, fermate da Kristina Mladenovic e Tímea Babos. In Danimarca esce di scena all'esordio per mano di Ekaterina Aleksandrova. Partecipa al Maiorca Open, venendo rimontata nei quarti di finale dalla nuova stella Sofia Kenin.
Inaugura la stagione sull'erba ad Eastbourne con le vittorie su Mónica Puig per 6-4 7-6 e si vendica su Markéta Vondroušová per 6-1 5-7 6-2; verrà sconfitta da Kristýna Plíšková. Raggiunge il quarto turno per la prima volta a Wimbledon ai danni di Fiona Ferro per 6-2 6-0, Monica Niculescu per 7-5 6-0 e Wang Qiang per 6-2 6-7 6-4, prima di perdere in rimonta a sorpresa contro Barbora Strýcová. In doppio con Sabalenka, si ferma nei quarti di finale per mano della coppia Hsieh Su-wei e Strýcová.
Ritorna negli Stati Uniti per il torneo a Stanford, ma cede al primo turno a Kristie Ahn. In seguito, supera Aljaksandra Sasnovič per 3-6 6-3 6-1, venendo surclassata da Serena Williams nel secondo turno della Rogers Cup. Esce di scena al secondo turno anche a Cincinnati, stavolta per mano di Elina Svitolina.
Partecipa agli US Open imponendosi in due parziali su Jil Teichmann, Kristýna Plíšková, Andrea Petković (giustiziera della Top 10 Petra Kvitová), e Kristie Ahn. In tal modo, raggiunge per la prima volta i quarti di finale a New York. Tuttavia, viene sconfitta in rimonta dalla futura campionessa Bianca Andreescu, prima tennista canadese in assoluto vincitrice di uno Slam in singolare. Mertens si riscatta in doppio, in quanto con Aryna Sabalenka giungono in finale imponendosi rispettivamente su: Wang Yafan/Anna Blinkova per 6-3 6-4; Karolína Muchová/Jil Teichmann per 7-3 6-3; Sara Sorribes Tormo/Viktorija Golubic per 6-3 7-5; Duan Yingying/Zhang Shuai per 6-4 6-3 e Caroline Dolehide/Vania King per 4-6 6-3 6-4. Nell'ultimo atto affrontano Ashleigh Barty e Viktoryja Azaranka, battendole con un periodico 7-5. A fine torneo, la coppia sale al secondo posto della classifica mondiale, loro best ranking.
Successivamente, inizia lo swing asiatico con la sconfitta inflittale da Naomi Ōsaka nella semifinale a Tokyo. Giunge poi al secondo turno a Wuhan, ma perde contro Sofia Kenin, che si impone nuovamente in rimonta. Con Sabalenka si spinge fino alla semifinale, dove sono costrette a cedere a Duan Yingying e Veronika Kudermetova. Al Premier Mandatory di Pechino subisce la seconda sconfitta da Andreescu, stavolta in due parziali e al secondo turno. Segue un altro secondo turno a Lussemburgo.
Grazie alla stagione terminata tra l'undicesima e la ventesima posizione, prende parte al torneo secondo al Master femminile. Inserita nel gruppo con Maria Sakkarī e la compagna di doppio, Aryna Sabalenka, si aggiudica una vittoria, ovvero contro la greca. Ciò non è abbastanza per superare il girone. Non supera i gironi nemmeno nel Master per le migliori otto coppie del 2019; infatti, raccoglie una sola vittoria su tre partite (contro le sorelle Latisha Chan e Chan Hao-ching).
Conclude la stagione alla sesta posizione della classifica in doppio, mentre in singolare resta ancorata al 17º posto.

### 2020: due finali WTA, semifinale a Cincinnati e 2° quarto di finale agli US Open in singolare; 11º titolo in doppio
Apre il 2020 con due quarti di finale a Shenzhen e Hobart. In Cina ottiene due vittorie su Lesja Curenko per 6-3 6-3 e Xiyu Wang per 6-4 6-3, per poi cedere nei quarti di finale ad Elena Rybakina per 2-6 al terzo. Mentre in Australia si sbarazza di Christina McHale con un periodico 6-1 e di Viktória Kužmová, lasciandole un solo game; viene poi fermata a sorpresa da Heather Watson. Disputa lo Slam di Melbourne raggiungendo il quarto turno , battendo Danka Kovinić per 6-2 6-0 e si vendica su Watson per 6-3 6-0. Successivamente si impone su Catherine Bellis con il punteggio di 6-1 6-7 6-0, venendo sconfitta a sua volta dalla Top 5 Simona Halep. In coppia con Aryna Sabalenka si spinge fino ai quarti di finale per la prima volta agli Australian Open; nonostante ciò, subiscono le vendetta di Latisha Chan e Chan Hao-ching.
Vola a Dubai collezionando una vittoria schiacciante su Wang Qiang, prima di perdere contro la futura campionessa e sua compagna di doppio Aryna Sabalenka. Si presenta a Doha come campionessa uscente, ma dopo aver estromesso nuovamente Wang Qiang, viene rimontata nel secondo turno da Julija Putinceva. A fine torneo esce ufficialmente dalla Top 20, precipitando alla 22ª posizione del ranking.
In seguito, il tennis viene bloccato dal 9 marzo al 3 agosto a causa della Pandemia di COVID-19 del 2019-2021. Di conseguenza, vengono annullati molteplici tornei, tra cui Wimbledon per la prima volta dalle due Guerre Mondiali, mentre altri vengono posticipati come i Giochi della XXXII Olimpiade, spostati al 2021.
Scende in campo a Palermo, primo torneo post lockdown, uscendo di scena già al primo turno per mano di Aljaksandra Sasnovič. Si riscatta a Praga dove, dopo aver giustiziato Jasmine Paolini (7-5 4-6 6-3) e Camila Giorgi (6-4 6-2), si impone in tre sets su Eugenie Bouchard (6-4 1-6 6-4) e batte Kristýna Plíšková (7-5 7–6(4)). Approda, così, alla prima finale stagionale. Qui, è costretta a cedere il trofeo a Simona Halep, la quale ha la meglio per 2-6 5-7. Continua l'ottimo stato di forma al Cincinnati Master, che si disputa per quest'edizione negli stadi degli US Open a New York, spingendosi fino alla semifinale, fermata da Naomi Ōsaka, la quale in segno di protesta al movimento Black Lives Matter aveva pensato di ritirarsi prima del match contro la belga. Apre lo Slam newyorkese con la vittoria su Laura Siegemund per 6-2 6-2, proseguendo con gli successi in due parziali contro Sara Sorribes Tormo, Caty McNally e Sofia Kenin, seconda testa di serie e una delle favorite alla vittoria finale. Raggiunti i quarti di finale, viene annichilita dalla futura finalista Viktoryja Azaranka, che si impone con un nettissimo 1-6 0-6. Insieme a Sabalenka tenta di difendere la vittoria dell'edizione precedente, ma vengono fermate nei quarti di finale dalle future campionesse Vera Zvonarëva/Laura Siegemund. Per quanto riguarda il singolare, rientra tra le migliori venti tenniste del mondo, fermandosi al 18º posto.
Torna in Europa per gli Internazionali d'Italia. Sulla terra rossa italiana si sbarazza di Hsieh Su-wei per 6-3 6-1, Magda Linette per 6-2 6-4 e Danka Kovinić (giustiziera della Top 10 Belinda Bencic) per 6-4 6-4; verrà poi fermata dalla finalista 2020 Karolína Plíšková, dalla quale subirà un bagel nel terzo set. Si presenta all'Open di Parigi, dove esce di scena al terzo turno per mano della beniamina di casa Caroline Garcia. Con Sabalenka esce di scena al secondo turno contro le statunitensi Asia Muhammad e Jessica Pegula. Disputa lo J&T Banka Ostrava Open 2020, prima edizione del torneo Premier di Ostrava. In singolare, non va oltre i quarti di finale, sconfitta nuovamente da Viktoryja Azaranka, stavolta con un risultato meno netto (4-6 1-6). In coppia con Sabalenka si impone su Chantal Škamlová/Jesika Malečková per 5-7 6-1 [10-5], Jeļena Ostapenko/Vera Zvonarëva per 7–6(5) 5-7 [10-5] e Demi Schuurs/Kirsten Flipkens per 6-3 7-5. Queste vittorie le valgono la diciassettesima finale in doppio, dove è opposta alla coppia sorpresa della stagione Gabriela Dabrowski e Luisa Stefani. Mertens e Sabalenka riescono a vincere il loro quarto titolo assieme, vincendo la finale per 6-1 6-3.
Elise chiude la stagione a Linz, dove è accreditata della testa di serie numero 2. La belga giunge in finale battendo Kalinina (2-6 6-1 6-2), Zvonareva (6-4 5-7 6-2), Kudermetova (tds numero 5, 6-4 6-1) e Alexandrova (tds numero 4, 2-6 6-1 7-5). Nell'ultimo atto affronta la sua compagna di doppio Sabalenka e tds numero 1, contro cui aveva già vinto una finale a Lugano nel 2018. Nonostante il precedente, Sabalenka pareggia i conti nelle finali WTA e si aggiudica il titolo ai danni della belga (5-7 2-6). Per Mertens, si tratta della seconda finale persa nel 2020, ma ciò le consente di rientrare nella top 20, precisamente al ventesimo posto. Per quanto riguarda il doppio, invece, conclude l'anno alla sesta posizione.

### 2021: sesto titolo WTA in singolare; secondo Slam, finale alle WTA Finals e numero 1 in doppio
Prende parte alla prima edizione del Gippsland Trophy. La partecipazione della belga è un successo, in quanto supera in ordine Mayo Hibi per 6-2 6-2, Caroline Garcia 7–6(1) 6-3, la Top 5 Elina Svitolina per 6-3 5-7 [10-6] ed usufruisce del ritiro della numero tre del mondo, Naomi Ōsaka, in semifinale. Per il trofeo sfida a sorpresa Kaia Kanepi, colei che ha sconfitto la seconda in classifica mondiale, Simona Halep, e che ha raggiunto la prima finale in 8 anni. Mertens si aggiudica il sesto titolo in carriera senza troppe difficoltà (6-4 6-1 sarà l'esito finale) e risale alla sedicesima posizione del ranking. Agli Australian Open, arriva agli ottavi di finale battendo Fernandez (6-1 6-3), Zhu (7-6(8) 6-1) e Bencic (n°11 del seeding, 6-2 6-1). Al quarto turno, la belga si arrende a Karolína Muchová per 6(5)-7 5-7. A Dubai, la belga riesce a raggiungere la semifinale, sconfiggendo Tomova (4-6 6-2 6-4), Rogers (6-3 6-3), Garcia (6-4 6-2) e Jessica Pegula nei quarti per 5-7 7-5 6-0, annullandole 3 match-point. Nel penultimo atto, si arrende a Garbine Muguruza. A Miami, dopo il bye all'esordio, supera agevolmente Boulter (6-4 6-1) per poi eliminare Anett Kontaveit (6-2 0-6 6-2); la belga esce di scena agli ottavi, battuta da Naomi Osaka (3-6 3-6). Sulla terra, dopo un secondo turno a Charleston, gioca il torneo WTA 250 di Istanbul, dove è testa di serie n°1: perdendo solo un set, giunge in finale, grazie alle vittorie su Arruabarrena (6-2 6-0), Golubic (6-4 4-6 6-1), Siniaková (doppio 6-4) e la testa di serie n°3 Kudermetova (6-1 6-4); nell'ultimo atto, viene sconfitta da Sorana Cîrstea con il punteggio di 1-6 6(3)-7. A Madrid, Elise riesce a battere Zhang (6-3 6-3) ed Elena Rybakina (7-6(4) 7-5) per poi estromettere la n°3 del mondo Simona Halep in rimonta (4-6 7-5 7-5), raggiungendo i quarti di finale nella capitale spagnola per la prima volta in carriera: nella circostanza, è costretta al ritiro contro Sabalenka nel corso del secondo parziale. Dopo una sconfitta prematura a Roma, Elise si presenta al Roland Garros, dove, per il terzo anno consecutivo, si ferma al terzo turno, battuta dalla futura semifinalista Maria Sakkari (5-7 7-6(2) 2-6). A Birmingham, Mertens viene subito eliminata da Ajla Tomljanovic al tie-break del terzo set. Non va meglio a Eastbourne, dove viene immediatamente sconfitta da Coco Gauff, dopo aver sprecato un vantaggio di un set e un break (6-0 6(4)-7 5-7). A Wimbledon, ha la meglio di Dart (6-1 6-3) e Zhu (6-2 6-0) mentre, ai sedicesimi, si arrende a Madison Keys in due set.  In seguito, Elise disputa il torneo olimpico di Tokyo, dove gareggia sia in singolare che in doppio: in entrambi i casi la belga esce sconfitta al primo turno. A San Josè, Mertens dà inizio allo swing americano su cemento: da 1° testa di serie, usufruisce di un bye all'esordio. Agli ottavi, batte Kiki Mladenovic in tre set (6-2 4-6 6-4) mentre ai quarti di finale si impone su Julija Putinceva per 6-2 7-6(10), accedendo alla terza semifinale del suo 2021: nella circostanza, trova la quarta forza del seeding Kasatkina, contro cui cede in due set. Non brilla a Montréal e Cincinnati, dove esce, rispettivamente, al primo e al secondo turno. Agli US Open, elimina Rebecca Peterson all'esordio (3-6 7-6(5) 7-6(5)), annullandole sei match-point. In seguito, liquida la greca Grammatikopoulou per 6-2 6-2 e poi si impone sulla n°20 del seeding Ons Jabeur (6-3 7-5), accedendo per il quarto anno consecutivo agli ottavi dello slam newyorkese. Nella circostanza, trova la n°2 del mondo, Aryna Sabalenka: Metrens si arrende nettamente alla bielorussa, con lo score di 4-6 1-6. In Lussemburgo, la belga è accreditata della seconda testa si serie e ha un bye al primo turno. Al secondo, batte in rimonta Sasnovič (3-6 6-2 7-5) mentre ai quarti si arrende all'argento olimpico in carica Vondroušová in due set. A Chicago, dopo aver eliminato nettamente Jastrems'ka (6-1 6-3), cede a Danielle Collins per 2-6 4-6. A Indian Wells, dopo il bye, perde a sorpresa da Jasmine Paolini (6-3 4-6 4-6). L'ultimo impegno annuale di Elise è la Billie Jean King Cup, convocata dal Belgio a giocare nel gruppo B della fase finale. Mertens vince il secondo singolare contro la Bielorussia, battendo Aljaksandra Sasnovič (6-2 4-6 6-2) e contribuendo al 2-1 finale, nonostante la sconfitta in doppio con Flipkens. Nel tie contro l'Australia, Elise perde contro-pronostico contro Storm Sanders, n°131 del pianeta, con lo score di 6-3 6(5)-7 0-6, consegnando alle oceaniche il punto decisivo per il passaggio del girone. Il Belgio chiude al secondo posto, non qualificandosi per le semifinali. Termina il 2021 al n°21 del mondo, fuori dalla top-20 per la prima volta dal 2017.
In doppio, assieme a Sabalenka, Elise consegue il secondo titolo slam della carriera all'Australian Open, battendo in finale la coppia Krejčíková/Siniaková con un netto 6-2 6-3. Grazie a questo successo, la belga diviene la n°2 del mondo, superando Hsieh di soli 5 punti nel ranking. Tuttavia, le due decidono di non continuare la loro partnership a livello slam.  Scendono in campo assieme a Dubai, dove cedono subito a Pegula/Mattek-Sands. Stessa sorte la subiscono a Miami, dove si arrendono al primo turno a Kerber/Halep (5-7 5-7). Sulla terra di Charleston, assieme a Veronika Kudermetova, vince il suo 13º titolo in carriera nel doppio, battendo in finale Ninomiya/Hibino con un doppio 6-1. In quel di Madrid, comincia la sua partnership con Su-Wei Hsieh: le due escono subito contro Ostapenko/Pavljučenkova per [9-11] al super-tiebreak. Il 10 maggio, per la prima volta in carriera, sale in cima al ranking di doppio, sorpassando proprio la nuova compagna di specialità Hsieh. A Roma, tuttavia, non riescono ancora a trovare la prima vittoria congiunta, cedendo all'esordio a Olmos/Fichman. Al Roland Garros, si presentano da prime teste di serie: dopo due comodi successi su Lechemia/Jacquemot (6-2 6-3) e su Anisimova/Potapova (6-2 6-2), trovano Mattek-Sands e Świątek. Dopo aver vinto un set ciascuno, Hsieh/Mertens si trovano avanti 5-1 nel terzo parziale: nonostante 7 match-point, le due subiscono la rimonta di Mattek-Sands/Świątek, che vincono 6 game di fila chiudendo per 5-7 6-4 7-5 in loro favore. Sull'erba, le due arrivano in semifinale a Birmingham (perdendo da Perez/Jabeur) e poi giocano il loro secondo slam assieme a Wimbledon. Al primo turno, eliminano D'jačenko/Voskoboeva (7-5 6-2) mentre al secondo si impongono su Doi/Golubic in tre set; al terzo turno, battono Muhammad/Pegula per 7-5 6-3, cogliendo i quarti di finale, dove lasciano 4 giochi alle serbe Stojanović/Krunić. Mertens raggiunge la sua prima semifinale sui prati londinesi: nella circostanza, lei e Hsieh affrontano le giapponesi Shibahara/Aoyama. Mertens/Hsieh hanno la meglio (6-4 1-6 6-3), accedendo alla loro prima finale major assieme (la terza per la belga). Nell'ultimo atto, incrociano le russe Vesnina/Kudermetova, che vincono per 6-3 il primo parziale. La coppia europea si porta avanti per 5-3 anche nel secondo set. Sul 4-5, Hsieh/Mertens salvano 2 championships-point e poi vanno a vincere il parziale per 7-5. Nel terzo set, dopo oltre 2 ore e mezza di battaglia, Hsieh/Mertens conquistano il titolo, battendo Vesnina/Kudermetova per 3-6 7-5 9-7. Elise ritorna al n°1 del mondo (dopo la sua sola settimana in maggio), posizione che manterrà per altre 8 settimane. A Montréal, Mertens decide di ritornare in partnership con Sabalenka: le due non vanno oltre il secondo turno, perdendo da Dabrowski/Stefani con un netto 2-6 2-6. A Cincinnati, torna con Hsieh e le due vengono immediatamente estromesse da Blinkova/Sasnovič. Agli US Open, le due campionesse di Wimbledon vengono eliminate ai quarti di finale dalle future finaliste McNally/Gauff. A Chicago, si ritirano prima del loro match di quarti. A Indian Wells, Hsieh/Mertens, dopo aver lasciato due giochi a Jastrems'ka/Anisimova, si riprendono la rivincita su Mattek-Sands/Świątek dopo la sconfitta parigina, battendole per 1-6 6-4 [10-8]. Nei quarti, estromettono Gauff/Fernandez in due set, mentre in semifinale prevalgono sulle giapponesi Shibahara/Aoyama con un netto 6-2 6-0. Nella quarta finale stagionale per la belga (la seconda con Su-Wei), le due si impongono su Rybakina/Kudermetova per 7-6(1) 6-3, conquistando il secondo titolo stagionale in coppia dopo Wimbledon. Con questo trionfo, Mertens/Hsieh si qualificano alle WTA Finals di Guadalajara. Nella circostanza, sono inserite nel gruppo El Tajín e nel primo match affrontano Guarachi/Krawczyk: riescono a vincere in due set, per 7-6(3) 6-2. Nel secondo incontro, le due cedono nettamente a Krejčíková/Siniaková, per 3-6 1-6. Nell'ultimo match, battono Olmos/Fichman per 6-4 7-6(3), qualificandosi come seconde del girone alla semifinale. Nel penultimo atto, Hsieh/Mertens laciano 4 giochi a Shibahara/Aoyama (6-2 6-2), accedendo alla terza finale WTA dell'anno colta assieme. Nella circostanza, le due perdono per la seconda volta nel torneo da Krejčíková/Siniaková con lo score di 3-6 4-6. Chiude il 2021 al n°4 del mondo, sua posizione più alta con cui ha terminato una stagione in carriera.
Alla fine del 2021 decide d'interrompere la lunga collaborazione col proprio coach Ceyssens, scegliendo al suo posto Simon Goffin.

### 2022 - 7º titolo WTA in singolare; finale a Wimbledon e trionfo alle WTA Finals in doppio
La belga inizia l'anno a Sydney, dove batte Fiona Ferro (6-2 7-6(5)) prima di cedere a Dar'ja Kasatkina con lo score di 3-6 4-6. All'Australian Open, da 19° testa di serie, Mertens coglie il quarto turno eliminando Zvonarëva (6-4 7-5), Begu (6-3 6-2) e Zhang (6-2 6-2); negli ottavi, perde dall'americana Collins in tre set (6-4 4-6 4-6). A Dubai esce di scena all'esordio contro Teichmann (2-6 4-6); a Doha si impone su Jasmine Paolini per 6-3 2-6 7-5 e poi approfitta del ritiro di Petra Kvitová sul 7-5 1-2. Negli ottavi, si arrende alla n°4 del seeding Anett Kontaveit, con il punteggio di 3-6 6-0 2-6. A Indian Wells, dopo il bye, batte Kostjuk (6-2 6-1) per poi cedere a Dar'ja Saville (3-6 6-4 3-6). Va peggio a Miami, dove esce subito contro la giovanissima Linda Fruhvirtová in tre set. Sulla terra, ottiene i quarti a Strasburgo (perdendo da Juvan) e poi il quarto turno al Roland Garros, dove si arrende alla futura finalista Coco Gauff (4-6 0-6). Sull'erba, il suo miglior risultato Mertens lo fa a Wimbledon: da 24° testa di serie, elimina Osorio (1-6 6-2 4-2 e ritiro), Udvardy (3-6 7-6(6) 7-5) e l'ex-campionessa del torneo Kerber (6-4 7-5); agli ottavi, miglior risultato sui prati londinesi per la belga, cede il passo alla futura finalista Ons Jabeur in due parziali. Successivamente, non ottiene risultati esaltanti nello swing su cemento americano, raggiungendo al massimo un ottavo di finale a Cincinnati. Nel finale di stagione, centra l'undicesima finale WTA in quel di Montasir: nella circostanza, supera nettamente Alizé Cornet per 6-2 6-0, conquistando il 7º titolo nel circuito maggiore. Termina l'anno al n°29 del mondo, in top-30 per la quinta annata consecutiva.
In doppio, Mertens decide di giocare assieme a Veronika Kudermetova: agli Australian Open raggiungono la semifinale, dove si arrendono alle future campionesse Krejčíková/Siniaková per 2-6 3-6. A Dubai, la coppia belgo-russa conquista il suo primo titolo stagionale (il secondo in coppia) vincendo in finale su Ostapenko/Kičenok con lo score di 6-1 6-3. Successivamente, le due arrivano in finale nel '1000' di Miami da 1° teste di serie: nell'ultimo atto, cedono il passo a Siegemund/Zvonarëva in due set combattuti (6(3)-7 5-7). Al Roland Garros, Mertens/Kudermetova deludono le aspettative, uscendo già al terzo turno per mano delle cinesi Xu/Yang. Sull'erba, trovano la terza finale stagionale a 'S-Hertogenbosch, dove perdono da Perez/Zidanšek al super-tiebreak. A Wimbledon, Mertens gioca con Shaui Zhang, in seguito al bando ai giocatori russi che impedisce anche a Kudermetova di prendere parte al torneo; la coppia belgo-cinese si spinge fino alla finale, perdendo solo un set nel torneo, in semifinale contro Collins/Krawczyk. Nell'ultimo atto, Elise e Shuai vengono sconfitte da Krejčíková/Siniaková per 2-6 4-6. Il cemento americano non regala grandi risultati a Mertens e Kudermetova, che colgono due semifinali a Washington e Cincinnati e nessun titolo. Dopo un'altra semifinale a Tokyo e i quarti a Guadalajara, Elise e Veronika partecipano alle WTA Finals da 4° teste di serie: vincono il gruppo Pam Shriver grazie ai successi su Dabrowski/Olmos (7-6(5) 6-2), Kičenok/Ostapenko (3-6 6-1 [10-6]) e Danilina/Haddad Maia (6-4 6-3); in semifinale, si sbarazzano agevolmente di Schuurs/Krawczyk (6-1 6-1), approdando alla 5ª finale dell'anno assieme (la 7° per la belga). Nell'ultimo atto, Kudermetova e Mertens trionfano, battendo le n°1 del seeding Krejčíková/Siniaková per 6-2 4-6 [11-9], vincendo il 2º titolo della stagione. Chiude il 2022 al n°5 del mondo.

### 2023 - quinta finale slam e altri due titoli '1000' in doppio; 8º titolo WTA in singolare
In singolare, Elise si spinge fino al terzo turno all'Australian Open, sconfitta dalla futura vincitrice del torneo Aryna Sabalenka (2-6 3-6). Ottiene poi un buon risultato a Monterrey: da 4° testa di serie, batte Šnaider (6-0 6-4), Ruse (6-3 3-6 6-2) e Cocciaretto (6-2 6-2); arriva così in semifinale, dove cede il passo a Caroline Garcia in due set. Dopo un primo turno a Indian Wells, partecipa al Miami Open: elimina Alycia Parks (6-1 6-4) e la n°8 del mondo Kasatkina per 4-6 6-2 6-2, centrando la decima vittoria in carriera su una top-10. Al terzo round, supera Martić (6-4 6-3), tornando agli ottavi in Florida dopo due anni. Nella circostanza, si arrende a Elena Rybakina. Sulla terra, centra gli ottavi a Madrid (perdendo dall'egiziana Sherif) e gli ottavi a Parigi per la terza volta in carriera, soccombendo ad Anastasija Pavljučenkova dopo non aver sfruttato un set e un break di vantaggio (6-3 6(3)-7 3-6). Sull'erba, raggiunge il secondo turno a Wimbledon, dove viene eliminata dalla rientrante Elina Svitolina in tre set. Sul cemento americano, Mertens ottiene il miglior risultato allo US Open, arrivando al terzo turno con due successi su Björklund e Collins; nel match di sedicesimi, la belga cede il passo alla top-10 e futura campionessa Coco Gauff, con lo score di 6-3 3-6 0-6. A San Diego, viene subito estromessa da Sloane Stephens. A Guadalajara, dopo aver vinto il derby contro Wickmayer, perde da Leylah Fernandez. Nella trasferta asiatica, ottiene al massimo i quarti a Hong Kong, dove viene sconfitta da Martina Trevisan in due set. A Monastir, dove è la campionessa in carica, riesce a raggiungere la prima finale stagionale in virtù dei successi su Eala, Šymanović, Hontama e Burel, tutti ottenuti senza cedere alcun set. Nel match valevole per il titolo, Mertens riesce a confermare la vittoria del 2022, battendo la testa di serie n°1 Jasmine Paolini con lo score di 6-3 6-0. Per Elise è l'ottavo titolo WTA della carriera, il sesto sul cemento e il terzo nel continente africano. Termina l'anno al n°29 del mondo, la stessa della stagione precedente.
In doppio, decide di fare coppia con Storm Hunter: arrivano ai quarti all'Australian Open, dove cedono a Kostjuk/Ruse in tre set. Dopo i quarti raggiunti anche a Indian Wells e Miami, le due ottengono il loro primo titolo assieme nel '1000' di Roma, battendo in finale Gauff/Pegula con un doppio 6-4. Al Roland Garros, le due si fermano al terzo turno contro le russe Samsonova/Kudermetova. A Wimbledon, la coppia riesce a giungere fino alla finale da testa di serie n°3, perdendo appena 9 games in quattro partite e approfittando di un ritiro. Per Mertens è la terza finale nei Championships (tutte raggiunte con partenrs differenti) e la quinta complessiva a livello major. Nell'ultimo atto, le due cedono il passo alle rientranti Hsieh/Strýcová per 5-7 4-6. Successivamente, le due raccolgono la semifinale nei '1000' di Montréal e Cincinnati; deludono invece le aspettative allo US Open, dove vengono eliminate al primo turno da Collins/Kičenok. A Guadalajara, Elise e Storm riescono a vincere il secondo titolo assieme, battendo in finale Routliffe/Dabrowski (fresche campionesse a New York) con lo score di 3-6 6-2 [10-4]. Per Mertens è il 17° trionfo in doppio, il 6° di livello '1000'. Grazie all'ottima stagione, le due si qualificano per le WTA Finals di Cancún: vincendo tutti e tre i match del round robin, Mertens e Hunter si qualificano per la semifinale. Nel penultimo atto, si arrendono a Siegemund/Zvonarëva al super-tiebreak. Grazie all'uscita di scena nel round robin delle n°1 del mondo Gauff/Pegula, Elise sale al n°2 del mondo, posizione con cui conclude l'anno.
A fine 2023, viene premiata dall'ITF come campionessa femminile di doppio insieme a Storm Hunter.

### 2024: quarto titolo slam in doppio e ritorno al n°1 del mondo
Dopo una pesante sconfitta a Brisbane contro la futura campionessa del torneo Elena Rybakina (1-6 0-6), a Hobart, da testa di serie n°1, elimina in due set Collins, Schmiedlová e Rus, arrivando in semifinale; nella circostanza, batte Daria Saville (6-4 4-6 7-5), centrando la 13° finale WTA della carriera, la terza nella città australiana dopo i successi nel biennio 2017-2018. Nel match valevole per il titolo, viene superata da Emma Navarro con lo score di 1-6 6-4 5-7. All'Australian Open, esce di scena al secondo round contro Kostjuk. A Linz si ferma ai quarti contro Pavljučenkova (3-6 2-6). Dopo due sconfitte premature a Doha e Dubai, ottiene un buon risultato a Indian Wells, dove batte Wang e la rientrante Ōsaka dopo il bye; negli ottavi, cede il passo alla top-5 Coco Gauff. A Miami, viene eliminata al secondo turno contro Taylor Townsend. Sulla terra, a Charleston elimina Gračëva e Svitolina, giungendo ai quarti, dove perde dalla futura campionessa Danielle Collins. Dopo i secondi turni a Stoccarda, Madrid e Roma, Elise trova i sedicesimi al Roland Garros, estromettendo Carlé e Martić; nel match valevole per gli ottavi, viene sconfitta dalla top-5 Rybakina (4-6 2-6). L'erba non è foriera di grandi risultati per Mertens, che anche a Wimbledon si ferma al secondo turno, perdendo da Raducanu. Sul cemento americano, oltre al terzo turno a Cincinnati, coglie il quarto turno allo US Open, battendo Kudermetova, Tomljanović e Keys; nel match di ottavi, soccombe alla futura campionessa Sabalenka in due set. Negli ultimi tornei annuali, raggiunge al massimo il terzo turno nel '1000' di Pechino, dove viene eliminata da Buçsa. Termina l'anno al n°34 del mondo, per la prima volta dal 2017 fuori dalla top-30.
In doppio, Elise decide di ritornare a giocare con Hsieh Su-Wei, già sua compagna nel 2021: dopo una sconfitta all'esordio a Brisbane, disputano l'Australian Open. Da teste di serie n°2, raggiungono la finale, battendo le n°9 del seeding Schuurs/Stefani nei quarti e le n°3 in semifinale, Hunter/Siniaková, con lo score di 7-5 1-6 6-3. Per la coppia è la seconda finale slam dopo Wimbledon 2021; per Elise è la sesta complessiva, nonché la seconda nel primo slam annuale. Nel match valevole per il titolo, Hsieh/Mertens superano Ostapenko/Kičenok con il punteggio di 6-1 7-5, conquistando il secondo major assieme, il quarto per la belga. Grazie al successo, dal 29 gennaio torna al n°1 del mondo dopo 4 mesi. Successivamente, le due vincono il '1000' di Indian Wells, sconfiggendo le n°3 del seeding Hunter/Siniaková per 6-3 6-4. Per Elise è il 20º titolo di specialità, il terzo in California. Dopo i quarti a Miami, le due, sulla terra, raggiungono al massimo la semifinale a Madrid e i quarti a Roma; al Roland Garros deludono le aspettative, perdendo già al secondo turno contro Navarro/Šnaider. Su erba, Mertens/Hsieh vincono il terzo titolo stagionale a Birmingham, battendo in finale Katō/Zhang per 6-1 6-3. Le due fanno strada anche a Wimbledon, dove raggiungono la semifinale, nella quale si arrendono alle future campionesse Siniaková/Townsend. Allo US Open, si fermano a sorpresa all'esordio contro Zhang/Mladenovic. Nelle WTA Finals, Hsieh/Mertens escono di scena già nella fase a gironi, racimolando soltanto una vittoria su tre match giocati. La belga chiude la stagione al n°9 del mondo, per la prima volta fuori dalla top-5 dal 2020.

### 2025: 9º titolo WTA in singolare
Elise inizia l'anno a Hobart: da 2° testa di serie, raggiunge la finale, sconfiggendo in serie Párrizas Diaz, Zarazúa, Kudermetova e Joint, cedendo solo un set nel percorso. Nel match valevole per il titolo, viene battuta da McCartney Kessler per 4-6, 6-3, 0-6, fermandosi all'ultimo atto per il secondo anno consecutivo. All'Australian Open, si arrende al secondo turno a Jessica Pegula. A Singapore, la belga trova la seconda finale stagionale, prevalendo su Townsend, Maria, Osorio e Wang. Battendo per 6-1 6-4 l'americana Ann Li, Mertens porta a casa il suo 9° titolo WTA, il primo dal 2023 e il secondo nel continente asiatico.

## Statistiche WTA

### Singolare

#### Vittorie (10)
| Legenda               | Legenda      |
| --------------------- | ------------ |
| Grande Slam (0)       |              |
| Ori Olimpici (0)      |              |
| WTA Finals (0)        |              |
| WTA Elite Trophy (0)  |              |
| Dal 2009 al 2020      | Dal 2021     |
| Premier Mandatory (0) | WTA 1000 (0) |
| Premier 5 (0)         | WTA 1000 (0) |
| Premier (1)           | WTA 500 (1)  |
| International (4)     | WTA 250 (4)  |

| N.  | Data             | Torneo                           | Superficie  | Avversaria in finale | Punteggio     |
| 1.  | 14 gennaio 2017  | Hobart International, Hobart     | Cemento     | Monica Niculescu     | 6-3, 6-1      |
| 2.  | 13 gennaio 2018  | Hobart International, Hobart (2) | Cemento     | Mihaela Buzărnescu   | 6-1, 4-6, 6-3 |
| 3.  | 15 aprile 2018   | Ladies Open Lugano, Lugano       | Terra rossa | Aryna Sabalenka      | 7-5, 6-2      |
| 4.  | 5 maggio 2018    | Marocco Open, Rabat              | Terra rossa | Ajla Tomljanovic     | 6-2, 7-6(4)   |
| 5.  | 16 febbraio 2019 | Qatar Ladies Open, Doha          | Cemento     | Simona Halep         | 3-6, 6-4, 6-3 |
| 6.  | 7 febbraio 2021  | Gippsland Trophy, Melbourne      | Cemento     | Kaia Kanepi          | 6-4, 6-1      |
| 7.  | 9 ottobre 2022   | Jasmin Open, Monastir            | Cemento     | Alizé Cornet         | 6-2, 6-0      |
| 8.  | 22 ottobre 2023  | Jasmin Open, Monastir (2)        | Cemento     | Jasmine Paolini      | 6-3, 6-0      |
| 9.  | 2 febbraio 2025  | Singapore Tennis Open, Singapore | Cemento (i) | Ann Li               | 6-1, 6-4      |
| 10. | 15 giugno 2025   | Rosmalen Open, 's-Hertogenbosch  | Erba        | Elena-Gabriela Ruse  | 6-3, 7-6(4)   |

#### Sconfitte (6)
| Legenda               | Legenda      |
| --------------------- | ------------ |
| Grande Slam (0)       |              |
| Argenti Olimpici (0)  |              |
| WTA Finals (0)        |              |
| WTA Elite Trophy (0)  |              |
| Dal 2009 al 2020      | Dal 2021     |
| Premier Mandatory (0) | WTA 1000 (0) |
| Premier 5 (0)         | WTA 1000 (0) |
| Premier (0)           | WTA 500 (0)  |
| International (3)     | WTA 250 (3)  |

| N. | Data             | Torneo                           | Superficie  | Avversaria in finale | Punteggio     |
| 1. | 30 aprile 2017   | Istanbul Cup, Istanbul           | Terra rossa | Elina Svitolina      | 2-6, 4-6      |
| 2. | 16 agosto 2020   | Prague Open, Praga               | Terra rossa | Simona Halep         | 2-6, 5-7      |
| 3. | 15 novembre 2020 | Austria Ladies Linz, Linz        | Cemento (i) | Aryna Sabalenka      | 5-7, 2-6      |
| 4. | 25 aprile 2021   | Istanbul Cup, Istanbul (2)       | Terra rossa | Sorana Cîrstea       | 1-6, 6(3)-7   |
| 5. | 13 gennaio 2024  | Hobart International, Hobart     | Cemento     | Emma Navarro         | 1-6, 6-4, 5-7 |
| 6. | 11 gennaio 2025  | Hobart International, Hobart (2) | Cemento     | McCartney Kessler    | 4-6, 6-3, 0-6 |

### Doppio

#### Vittorie (22)
| Legenda               | Legenda      |
| --------------------- | ------------ |
| Grande Slam (5)       |              |
| Ori Olimpici (0)      |              |
| WTA Finals (1)        |              |
| WTA Elite Trophy (0)  |              |
| Dal 2009 al 2020      | Dal 2021     |
| Premier Mandatory (2) | WTA 1000 (4) |
| Premier 5 (1)         | WTA 1000 (4) |
| Premier (1)           | WTA 500 (1)  |
| International (5)     | WTA 250 (2)  |

| N.  | Data              | Torneo                              | Superficie  | Compagna             | Avversarie in finale                       | Punteggio        |
| 1.  | 9 gennaio 2016    | ASB Classic, Auckland               | Cemento     | An-Sophie Mestach    | Danka Kovinić Barbora Strýcová             | 2-6, 6-3, [10-5] |
| 2.  | 23 settembre 2017 | Guangzhou Open, Canton              | Cemento     | Demi Schuurs         | Monique Adamczak Storm Sanders             | 6-2, 6-3         |
| 3.  | 13 gennaio 2018   | Hobart International, Hobart        | Cemento     | Demi Schuurs         | Ljudmyla Kičenok Makoto Ninomiya           | 6-2, 6-2         |
| 4.  | 15 aprile 2018    | Ladies Open Lugano, Lugano          | Terra rossa | Kirsten Flipkens     | Vera Lapko Aryna Sabalenka                 | 6-1, 6-3         |
| 5.  | 16 giugno 2018    | Rosmalen Open, 's-Hertogenbosch     | Erba        | Demi Schuurs         | Kiki Bertens Kirsten Flipkens              | 3-3, rit.        |
| 6.  | 29 settembre 2018 | Wuhan Open, Wuhan                   | Cemento     | Demi Schuurs         | Andrea Sestini Hlaváčková Barbora Strýcová | 6-3, 6-3         |
| 7.  | 16 marzo 2019     | Indian Wells Open, Indian Wells     | Cemento     | Aryna Sabalenka      | Barbora Krejčíková Kateřina Siniaková      | 6-3, 6-2         |
| 8.  | 31 marzo 2019     | Miami Open, Miami                   | Cemento     | Aryna Sabalenka      | Samantha Stosur Zhang Shuai                | 7-6(5), 6-2      |
| 9.  | 8 settembre 2019  | US Open, New York                   | Cemento     | Aryna Sabalenka      | Viktoryja Azaranka Ashleigh Barty          | 7-5, 7-5         |
| 10. | 25 ottobre 2020   | Ostrava Open, Ostrava               | Cemento (i) | Aryna Sabalenka      | Gabriela Dabrowski Luisa Stefani           | 6-1, 6-3         |
| 11. | 19 febbraio 2021  | Australian Open, Melbourne          | Cemento     | Aryna Sabalenka      | Barbora Krejčíková Kateřina Siniaková      | 6-2, 6-3         |
| 12. | 25 aprile 2021    | Istanbul Cup, Istanbul              | Terra rossa | Veronika Kudermetova | Nao Hibino Makoto Ninomiya                 | 6-1, 6-1         |
| 13. | 10 luglio 2021    | Torneo di Wimbledon, Londra         | Erba        | Hsieh Su-wei         | Veronika Kudermetova Elena Vesnina         | 3-6, 7-5, 9-7    |
| 14. | 16 ottobre 2021   | Indian Wells Open, Indian Wells (2) | Cemento     | Hsieh Su-wei         | Veronika Kudermetova Elena Rybakina        | 7-6(1), 6-3      |
| 15. | 19 febbraio 2022  | Dubai Tennis Championships, Dubai   | Cemento     | Veronika Kudermetova | Ljudmyla Kičenok Jeļena Ostapenko          | 6-1, 6-3         |
| 16. | 7 novembre 2022   | WTA Finals, Fort Worth              | Cemento (i) | Veronika Kudermetova | Barbora Krejčíková Kateřina Siniaková      | 6-2, 4-6, [11-9] |
| 17. | 20 maggio 2023    | Internazionali d'Italia, Roma       | Terra rossa | Storm Hunter         | Coco Gauff Jessica Pegula                  | 6-4, 6-4         |
| 18. | 23 settembre 2023 | Guadalajara Open, Guadalajara       | Cemento     | Storm Hunter         | Gabriela Dabrowski Erin Routliffe          | 2-6, 6-3, [10-4] |
| 19. | 28 gennaio 2024   | Australian Open, Melbourne (2)      | Cemento     | Hsieh Su-wei         | Ljudmyla Kičenok Jeļena Ostapenko          | 6-1, 7-5         |
| 20. | 16 marzo 2024     | Indian Wells Open, Indian Wells (3) | Cemento     | Hsieh Su-wei         | Storm Hunter Kateřina Siniaková            | 6-3, 6-4         |
| 21. | 23 giugno 2024    | Birmingham Classic, Birmingham      | Erba        | Hsieh Su-wei         | Miyu Katō Zhang Shuai                      | 6-1, 6-3         |
| 22. | 13 luglio 2025    | Torneo di Wimbledon, Londra (2)     | Erba        | Veronika Kudermetova | Hsieh Su-wei Jeļena Ostapenko              | 3-6, 6-2, 6-4    |

#### Sconfitte (14)
| Legenda               | Legenda      |
| --------------------- | ------------ |
| Grande Slam (2)       |              |
| Argenti Olimpici (0)  |              |
| WTA Finals (1)        |              |
| WTA Elite Trophy (0)  |              |
| Dal 2009 al 2020      | Dal 2021     |
| Premier Mandatory (0) | WTA 1000 (4) |
| Premier 5 (2)         | WTA 1000 (4) |
| Premier (1)           | WTA 500 (0)  |
| International (2)     | WTA 250 (2)  |

| N.  | Data              | Torneo                             | Superficie  | Compagna             | Avversarie in finale                  | Punteggio             |
| 1.  | 30 aprile 2017    | Istanbul Cup, Istanbul             | Terra rossa | Nicole Melichar      | Dalila Jakupovič Nadežda Kičenok      | 6(6)-7, 2-6           |
| 2.  | 23 luglio 2017    | Bucarest Open, Bucarest            | Terra rossa | Demi Schuurs         | Irina-Camelia Begu Ioana Raluca Olaru | 3-6, 3-6              |
| 3.  | 24 giugno 2018    | Birmingham Classic, Birmingham     | Erba        | Demi Schuurs         | Tímea Babos Kristina Mladenovic       | 6-4, 3-6, [8-10]      |
| 4.  | 18 agosto 2018    | Cincinnati Open, Cincinnati        | Cemento     | Demi Schuurs         | Lucie Hradecká Ekaterina Makarova     | 2-6, 5-7              |
| 5.  | 28 settembre 2019 | Wuhan Open, Wuhan                  | Cemento     | Aryna Sabalenka      | Duan Yingying Veronika Kudermetova    | 6(2)-7, 2-6           |
| 6.  | 17 novembre 2021  | WTA Finals, Guadalajara            | Cemento     | Hsieh Su-wei         | Barbora Krejčíková Kateřina Siniaková | 3-6, 4-6              |
| 7.  | 25 febbraio 2022  | Qatar Ladies Open, Doha            | Cemento     | Veronika Kudermetova | Coco Gauff Jessica Pegula             | 6-3, 5-7, [5-10]      |
| 8.  | 3 aprile 2022     | Miami Open, Miami                  | Cemento     | Veronika Kudermetova | Laura Siegemund Vera Zvonarëva        | 6(3)-7, 5-7           |
| 9.  | 11 giugno 2022    | Rosmalen Open, 's-Hertogenbosch    | Erba        | Veronika Kudermetova | Ellen Perez Tamara Zidanšek           | 3-6, 7-5, [10-12]     |
| 10. | 19 giugno 2022    | Birmingham Classic, Birmingham (2) | Erba        | Zhang Shuai          | Ljudmyla Kičenok Jeļena Ostapenko     | w/o                   |
| 11. | 10 luglio 2022    | Torneo di Wimbledon, Londra        | Erba        | Zhang Shuai          | Barbora Krejčíková Kateřina Siniaková | 2-6, 4-6              |
| 12. | 16 luglio 2023    | Torneo di Wimbledon, Londra (2)    | Erba        | Storm Hunter         | Hsieh Su-wei Barbora Strýcová         | 5-7, 4-6              |
| 13. | 4 maggio 2025     | Madrid Open, Madrid                | Terra rossa | Veronika Kudermetova | Sorana Cîrstea Anna Kalinskaja        | 7-6(10), 2-6, [10-12] |
| 14. | 18 maggio 2025    | Internazionali d'Italia, Roma      | Terra rossa | Veronika Kudermetova | Sara Errani Jasmine Paolini           | 4-6, 5-7              |

## Circuito WTA 125

### Doppio

#### Vittorie (1)
| N. | Data             | Torneo                         | Superficie  | Compagna      | Avversarie in finale       | Punteggio |
| 1. | 20 novembre 2016 | Engie Open de Limoges, Limoges | Cemento (i) | Mandy Minella | Anna Smith Renata Voráčová | 6-4, 6-4  |

#### Sconfitte (1)
| N. | Data             | Torneo                         | Superficie    | Compagna          | Avversarie in finale         | Punteggio |
| 1. | 22 novembre 2015 | OEC Taipei Ladies Open, Taipei | Sintetico (i) | Marina Mel'nikova | Kanae Hisami Kotomi Takahata | 1-6, 2-6  |

## Statistiche ITF

### Singolare

#### Vittorie (11)
| Torneo 100000 $ (0) |
| Torneo 80000 $ (0)  |
| Torneo 75000 $ (0)  |
| Torneo 60000 $ (0)  |
| Torneo 50000 $ (2)  |
| Torneo 25000 $ (2)  |
| Torneo 15000 $ (0)  |
| Torneo 10000 $ (7)  |

| N.  | Data              | Torneo                                                           | Superficie  | Avversaria in finale      | Punteggio        |
| 1.  | 21 aprile 2013    | Jolie Ville Golf Women's, Sharm el-Sheikh                        | Cemento     | Arabela Fernández Rabener | 6-4, 6-3         |
| 2.  | 20 ottobre 2013   | Jolie Ville Golf Women's, Sharm el-Sheikh                        | Cemento     | Klaartje Liebens          | 2-6, 6-2, 6-4    |
| 3.  | 27 ottobre 2013   | Jolie Ville Golf Women's, Sharm el-Sheikh                        | Cemento     | Klaartje Liebens          | 6(0)-7, 6-1, 6-3 |
| 4.  | 28 dicembre 2013  | Tac Spor Cup, Istanbul                                           | Cemento (i) | Karen Barbat              | 7-5, 4-6, 6-4    |
| 5.  | 23 marzo 2014     | Azores Open Ponta Delgada, Ponta Delgada                         | Cemento     | Bárbara Luz               | 6-2, 6-4         |
| 6.  | 8 giugno 2014     | Hunt Communities USTA Women's Pro Tennis Classic, El Paso        | Cemento     | Ashley Weinhold           | 6-1, 3-6, 6-4    |
| 7.  | 28 giugno 2014    | Singha BEC TERO ITF Circuit, Bangkok                             | Cemento     | Lee Pei-chi               | 6–3, 6-2         |
| 8.  | 5 luglio 2014     | Singha BEC TERO ITF Circuit, Bangkok                             | Cemento     | Nungnadda Wannasuk        | 6-1, 6-1         |
| 9.  | 3 maggio 2015     | Forte Village International Tournament, Santa Margherita di Pula | Terra rossa | Yvonne Cavallé Reimers    | 7-6(6), 6-4      |
| 10. | 3 ottobre 2015    | Abierto Victoria, Ciudad Victoria                                | Cemento     | Amandine Hesse            | 6-4, 6-3         |
| 11. | 18 settembre 2016 | One Love Tennis Open, Atlanta                                    | Cemento     | Melanie Oudin             | 6-4, 6-2         |

#### Sconfitte (2)
| Torneo 100000 $ (0) |
| Torneo 80000 $ (0)  |
| Torneo 75000 $ (0)  |
| Torneo 60000 $ (0)  |
| Torneo 50000 $ (0)  |
| Torneo 25000 $ (1)  |
| Torneo 15000 $ (0)  |
| Torneo 10000 $ (1)  |

| N. | Data            | Torneo                                           | Superficie  | Avversaria in finale | Punteggio     |
| 1. | 1º giugno 2014  | Head Tail Activewear Women's, Hilton Head Island | Cemento     | Caitlin Whoriskey    | 3–6, 6(5)–7   |
| 2. | 25 gennaio 2015 | Daytona Beach Open, Daytona Beach                | Terra verde | Dar'ja Kasatkina     | 2–6, 6–4, 0–6 |

### Doppio

#### Vittorie (13)
| Torneo 100000 $ (0) |
| Torneo 80000 $ (0)  |
| Torneo 75000 $ (0)  |
| Torneo 60000 $ (0)  |
| Torneo 50000 $ (4)  |
| Torneo 25000 $ (4)  |
| Torneo 15000 $ (1)  |
| Torneo 10000 $ (4)  |

| N.  | Data              | Torneo                                       | Superficie  | Compagna            | Avversarie in finale                   | Punteggio              |
| 1.  | 6 aprile 2013     | Jolie Ville Golf Women's, Sharm el-Sheikh    | Cemento     | Justine De Sutter   | Alina Micheeva Jillian O'Neill         | 6-1, 6-4               |
| 2.  | 26 ottobre 2013   | Jolie Ville Golf Women's, Sharm el-Sheikh    | Cemento     | Sandra Zaniewska    | Valerija Strachova Karina Venditti     | 6–4, 6(5)–7, [12–10]   |
| 3.  | 27 dicembre 2013  | Tac Spor Cup, Istanbul                       | Cemento (i) | İpek Soylu          | Yuuki Tanaka Ekaterina Jašina          | 6-0, 7-6(3)            |
| 4.  | 22 marzo 2014     | Azores Open Ponta Delgada, Ponta Delgada     | Cemento     | Svjatlana Piraženka | Tereza Malíková Pernilla Mendesová     | 6-1, 6-2               |
| 5.  | 15 agosto 2014    | Westend Ladies Tennis Cup, Westend           | Cemento     | Ysaline Bonaventure | Marina Mel'nikova Evgenija Rodina      | 6-2, 6-2               |
| 6.  | 22 agosto 2014    | Servimat Open, Wanfercée-Baulet              | Terra rossa | Demi Schuurs        | Tatiana Búa Daniela Seguel             | 6-2, 6-3               |
| 7.  | 1º novembre 2014  | Jolie Ville Golf Women's, Sharm el-Sheikh    | Cemento     | Alice Matteucci     | Ioana Loredana Roșca Džulija Terzijska | 6(1)–7, 7–6(4), [10–6] |
| 8.  | 3 luglio 2015     | Open GDF SUEZ de la Porte du Hainaut, Denain | Terra rossa | İpek Soylu          | Xenia Knoll Florencia Molinero         | 7-6(3), 6-3            |
| 9.  | 7 agosto 2015     | Flanders Ladies Trophy Koksijde, Koksijde    | Terra rossa | Demi Schuurs        | Justyna Jegiołka Sherazad Reix         | 6-3, 6-2               |
| 10. | 26 settembre 2015 | Internacional Femenil Monterrey, Monterrey   | Cemento     | Ysaline Bonaventure | Marina Mel'nikova Mandy Minella        | 6–4, 3–6, [11–9]       |
| 11. | 3 ottobre 2015    | Abierto Victoria, Ciudad Victoria            | Cemento     | Ysaline Bonaventure | María Irigoyen Barbora Krejčíková      | 6–4, 4–6, [10–6]       |
| 12. | 29 gennaio 2016   | Open GDF SUEZ 42, Andrézieux-Bouthéon        | Cemento (i) | An-Sophie Mestach   | Viktorija Golubic Xenia Knoll          | 6–4, 3–6, [10–7]       |
| 13. | 29 ottobre 2016   | Abierto Tampico, Tampico                     | Cemento     | Mihaela Buzărnescu  | Usue Maitane Arconada Katie Swan       | 6-0, 6-2               |

#### Sconfitte (10)
| Torneo 100000 $ (0) |
| Torneo 80000 $ (0)  |
| Torneo 75000 $ (2)  |
| Torneo 60000 $ (0)  |
| Torneo 50000 $ (2)  |
| Torneo 25000 $ (3)  |
| Torneo 15000 $ (0)  |
| Torneo 10000 $ (3)  |

| N.  | Data              | Torneo                                                   | Superficie  | Compagna                  | Avversarie in finale                        | Punteggio         |
| 1.  | 25 gennaio 2014   | Tinajo Open, Tinajo                                      | Cemento     | Arabela Fernández Rabener | Deborah Chiesa Yuliana Lizarazo             | 2–6, 6–3, [11–13] |
| 2.  | 1º febbraio 2014  | Tinajo Open, Tinajo                                      | Cemento     | Arabela Fernández Rabener | Hikari Yamamoto Ioana Loredana Roșca        | 1–6, 1–6          |
| 3.  | 8 febbraio 2014   | Tinajo Open, Tinajo                                      | Cemento     | Bernice van de Velde      | Lu Jiajing Petra Januskova                  | 5–7, 7–5, [6–10]  |
| 4.  | 11 ottobre 2014   | Internacional Femenil Monterrey, Monterrey               | Cemento     | Arantxa Rus               | Lourdes Domínguez Lino Mariana Duque Mariño | 3–6, 6(4)–7       |
| 5.  | 22 novembre 2014  | QNet Open, Nuova Delhi                                   | Cemento     | Marina Mel'nikova         | Liu Chang Lu Jiajing                        | 3–6, 0–6          |
| 6.  | 25 gennaio 2015   | Daytona Beach Open, Daytona Beach                        | Terra verde | Arantxa Rus               | Sanaz Marand Jan Abaza                      | 4–6, 6–3, [6–10]  |
| 7.  | 14 novembre 2015  | Al Habtoor Tennis Challenge, Dubai                       | Cemento     | İpek Soylu                | Çağla Büyükakçay Maria Sakkarī              | 6(6)–7, 4-6       |
| 8.  | 9 aprile 2016     | ITF Changwon Women's Challenger Tennis, Changwon         | Cemento     | Lu Jiajing                | Han Na-lae Yoo Mi                           | 6–4, 3–6, [7–10]  |
| 9.  | 14 agosto 2016    | Koser Jewelers Pro Circuit Tennis Challenge, Landisville | Cemento     | An-Sophie Mestach         | Freya Christie Laura Robson                 | 3–6, 4–6          |
| 10. | 24 settembre 2016 | Coleman Vision Tennis Championships, Albuquerque         | Cemento     | Mandy Minella             | Michaëlla Krajicek Maria Sanchez            | 2–6, 4–6          |

## Risultati in progressione
| V | F | SF | QF | #T | RR | Q# | A | ND |

(V) Torneo vinto; raggiunto (F) finale, (SF) semifinale, (QF) quarti di finale, (#T) turni 4, 3, 2, 1; (RR) round - robin; (Q#) Turno di qualificazione; (A) assente dal torneo; (ND) torneo non disputato.

### Singolare
Aggiornato agli US Open 2023 
| Torneo               | 2015 | 2016 | 2017  | 2018  | 2019  | 2020  | 2021  | 2022  | 2023  | Titoli     | V–S        |
| -------------------- | ---- | ---- | ----- | ----- | ----- | ----- | ----- | ----- | ----- | ---------- | ---------- |
| Australian Open      | A    | Q2   | A     | SF    | 3T    | 4T    | 4T    | 4T    | 3T    | 0 / 6      | 18–6       |
| Roland Garros        | A    | Q3   | 3T    | 4T    | 3T    | 3T    | 3T    | 4T    | 4T    | 0 / 7      | 17–7       |
| Wimbledon            | Q3   | Q2   | 1T    | 3T    | 4T    | ND1   | 3T    | 4T    | 1T    | 0 / 6      | 10–6       |
| US Open              | Q1   | 1T   | 1T    | 4T    | QF    | QF    | 4T    | 1T    | 3T    | 0 / 8      | 16–8       |
| Vittorie–Sconfitte   | 0–0  | 0–1  | 2–3   | 13–4  | 11–4  | 9–3   | 10–4  | 9–4   | 7–4   | 0 / 27     | 61–27      |
| Statistiche carriera |      |      |       |       |       |       |       |       |       |            |            |
| Tornei disputati     | 0    | 3    | 22    | 23    | 26    | 13    | 19    | 20    | 24    | 150        | 150        |
| Titoli               | 0    | 0    | 1     | 3     | 1     | 0     | 1     | 1     | 1     | 8          | 8          |
| Finali               | 0    | 0    | 2     | 3     | 1     | 2     | 2     | 1     | 1     | 12         | 12         |
| Vittorie–Sconfitte   | 0–0  | 3–3  | 32–21 | 46–21 | 35–27 | 34–13 | 32–19 | 21–20 | 30-22 | 233–146    | 233–146    |
| V–S %                | –    | 50%  | 60%   | 69%   | 56%   | 72%   | 63%   | 51%   | 58%   | 61%        |            |
| Ranking di fine anno | 157  | 120  | 35    | 13    | 17    | 20    | 21    | 29    | 29    | 12795852 $ | 12795852 $ |

- 1 Il Torneo di Wimbledon non viene disputato nel 2020 a causa della Pandemia di COVID-19.

### Doppio
Aggiornato alle WTA Finals 2023 
| Torneo                 | 2015            | 2016            | 2017            | 2018          | 2019          | 2020          | 2021          | 2022          | 2023          | Titoli          | V–S             |
| ---------------------- | --------------- | --------------- | --------------- | ------------- | ------------- | ------------- | ------------- | ------------- | ------------- | --------------- | --------------- |
| Tornei del Grande Slam |                 |                 |                 |               |               |               |               |               |               |                 |                 |
| Australian Open        | A               | A               | 2T              | 1T            | 3T            | QF            | V             | SF            | QF            | 1 / 7           | 18–6            |
| Open di Francia        | A               | A               | 1T              | 1T            | SF            | 2T            | 3T            | 3T            | 3T            | 0 / 7           | 11–7            |
| Wimbledon              | A               | 2T              | 3T              | 3T            | QF            | ND            | V             | F             | F             | 1 / 7           | 24–6            |
| US Open                | A               | A               | 2T              | QF            | V             | QF            | QF            | 2T            | 1T            | 1 / 7           | 16–6            |
| Vittorie-sconfitte     | 0–0             | 1–1             | 4–4             | 5–4           | 15–3          | 6–3           | 17–2          | 12–3          | 10-4          | 3 / 28          | 69–25           |
| Giochi olimpici        |                 |                 |                 |               |               |               |               |               |               |                 |                 |
| Giochi olimpici        | ND              | A               | Non disputati   | Non disputati | Non disputati | Non disputati | 1T            | ND            | ND            | 0 / 1           | 0–1             |
| Tornei di fine anno    |                 |                 |                 |               |               |               |               |               |               |                 |                 |
| WTA Finals             | Non qualificata | Non qualificata | Non qualificata | RR            | RR            | ND            | F             | V             | SF            | 1 / 5           | 13–4            |
| WTA 1000               |                 |                 |                 |               |               |               |               |               |               |                 |                 |
| Doha / Dubai[1]        | A               | A               | 1T              | 2T            | A             | QF            | 2T            | F             | 0 / 4         | 2–4             |                 |
| Indian Wells           | A               | A               | A               | 2T            | V             | ND            | V             | 1T            | QF            | 1 / 5           | 8–3             |
| Miami                  | A               | A               | A               | SF            | V             | ND            | 1T            | F             | QF            | 1 / 5           | 10–4            |
| Madrid                 | A               | A               | A               | 1T            | 2T            | ND            | 1T            | A             | 2T            | 0 / 4           | 2–4             |
| Roma                   | A               | A               | A               | A             | 2T            | A             | 2T            | A             | V             | 1 / 3           | 5–2             |
| Montréal / Toronto     | Assente         | Assente         | Assente         | Assente       | Assente       | ND            | QF            | 2T            | SF            | 0 / 3           | 6–3             |
| Cincinnati             | A               | A               | 1T              | F             | 2T            | QF            | 2T            | SF            | SF            | 0 / 7           | 14–7            |
| Wuhan                  | A               | A               | 1T              | V             | F             | Non disputati | Non disputati | Non disputati | Non disputati | 1 / 3           | 8–2             |
| Pechino                | A               | A               | 2T              | SF            | 2T            | Non disputati | Non disputati | Non disputati | Non disputati | 0 / 3           | 5–3             |
| Statistiche carriera   |                 |                 |                 |               |               |               |               |               |               |                 |                 |
| Tornei giocati         | 3               | 8               | 20              | 16            | 14            | 7             | 10            | 15            | 15            | 115             | 115             |
| Titoli                 | 0               | 2               | 1               | 4             | 3             | 1             | 3             | 2             | 2             | 18              | 18              |
| Finali                 | 0               | 2               | 3               | 6             | 4             | 1             | 3             | 6             | 3             | 29              | 29              |
| Vittorie–Sconfitte     | 1–3             | 6–7             | 23–19           | 38–13         | 30–12         | 14–5          | 33–14         | 37–12         | 32-11         | 214–96          | 214–96          |
| V–S %                  | 25%             | 46%             | 55%             | 75%           | 71%           | 74%           | 70%           | 76%           | 74%           | 69%             | 69%             |
| Ranking di fine anno   | 134             | 79              | 41              | 11            | 6             | 6             | 4             | 5             | 2             | Best Rank. n° 1 | Best Rank. n° 1 |

## Vittorie contro giocatrici Top 10
| Stagione | 2017 | 2018 | 2019 | 2020 | 2021 | 2022 | 2023 | 2024 | 2025 | Totale |
| Vittorie | 1    | 2    | 3    | 1    | 2    | 0    | 2    | 0    | 1    | 12     |

| #    | Giocatrice          | Ranking | Evento                        | Superficie  | Turno | Punteggio        | Rank. EMR |
| ---- | ------------------- | ------- | ----------------------------- | ----------- | ----- | ---------------- | --------- |
| 2017 |                     |         |                               |             |       |                  |           |
| 1.   | Dominika Cibulková  | 10      | China Open, Pechino           | Cemento     | 1T    | 7-6(4), 6–1      | 38        |
| 2018 |                     |         |                               |             |       |                  |           |
| 2.   | Elina Svitolina (1) | 4       | Australian Open, Melbourne    | Cemento     | QF    | 6-4, 6-0         | 37        |
| 3.   | Sloane Stephens     | 3       | Cincinnati Open, Mason        | Cemento     | 3T    | 7-6(8), 6–2      | 14        |
| 2019 |                     |         |                               |             |       |                  |           |
| 4.   | Kiki Bertens        | 8       | Qatar Ladies Open, Doha       | Cemento     | QF    | 6-4, 6-3         | 21        |
| 5.   | Angelique Kerber    | 6       | Qatar Ladies Open, Doha       | Cemento     | SF    | 6-4, 2-6, 6-1    | 21        |
| 6.   | Simona Halep (1)    | 3       | Qatar Ladies Open, Doha       | Cemento     | F     | 3-6, 6-4, 6-3    | 21        |
| 2020 |                     |         |                               |             |       |                  |           |
| 7.   | Sofia Kenin         | 4       | US Open, New York             | Cemento     | 4T    | 6-3, 6-3         | 18        |
| 2021 |                     |         |                               |             |       |                  |           |
| 8.   | Elina Svitolina (2) | 5       | Gippsland Trophy, Melbourne   | Cemento     | QF    | 6-3, 5-7, [10-6] | 20        |
| 9.   | Simona Halep (2)    | 3       | Madrid Open, Madrid           | Terra rossa | 3T    | 4-6, 7-5, 7-5    | 16        |
| 2023 |                     |         |                               |             |       |                  |           |
| 10.  | Dar'ja Kasatkina    | 8       | Miami Open, Miami Gardens     | Cemento     | 2T    | 4-6, 6-2, 6-2    | 39        |
| 11.  | Jessica Pegula (1)  | 3       | Open di Francia, Parigi       | Terra rossa | 3T    | 6-1, 6-3         | 28        |
| 2025 |                     |         |                               |             |       |                  |           |
| 12.  | Jessica Pegula (2)  | 4       | Internazionali d'Italia, Roma | Terra rossa | 3T    | 7-5, 6-1         | 24        |